# Gabriella Kouassi
Amelan Gabriella Sylviana Behi Kouassi (Livry-Gargan, 18 novembre 1979) è un'ex multiplista francese naturalizzata ivoriana.

## Biografia
Nata in Francia, inizia la propria carriera d'atleta debuttando internazionalmente ad Annecy ai Mondiali juniores 1998. Successivamente competerà per la Francia fino al 2010, vincendo una medaglia d'oro ai Giochi della Francofonia in Libano nel 2009. Nel 2011 sceglie di rappresentare internazionalmente la Costa d'Avorio, terra d'origine dei genitori, competendo nelle maggiori manifestazioni africane e ottenendo ai Giochi panafricani in Mozambico, una medaglia d'argento.

## Palmarès
| Anno                                   | Manifestazione           | Sede       | Evento    | Risultato | Prestazione | Note |
| -------------------------------------- | ------------------------ | ---------- | --------- | --------- | ----------- | ---- |
| In rappresentanza della Francia        |                          |            |           |           |             |      |
| 1998                                   | Mondiali juniores        | Annecy     | Eptathlon | 18ª       | 5164 p.     |      |
| 2001                                   | Europei U23              | Amsterdam  | Eptathlon | 17ª       | 5366 p.     |      |
| 2009                                   | Giochi della Francofonia | Beirut     | Eptathlon | Oro       | 5460 p.     |      |
| In rappresentanza della Costa d'Avorio |                          |            |           |           |             |      |
| 2011                                   | Giochi panafricani       | Maputo     | Eptathlon | Argento   | 5714 p.     |      |
| 2012                                   | Campionati africani      | Porto-Novo | Eptathlon | Argento   | 5481 p.     |      |
| 2013                                   | Giochi della Francofonia | Nizza      | Eptathlon | dns       | dns         |      |